# Goephanes fasciculatus
Goephanes fasciculatus là một loài bọ cánh cứng trong họ Cerambycidae.